# تخم استريا

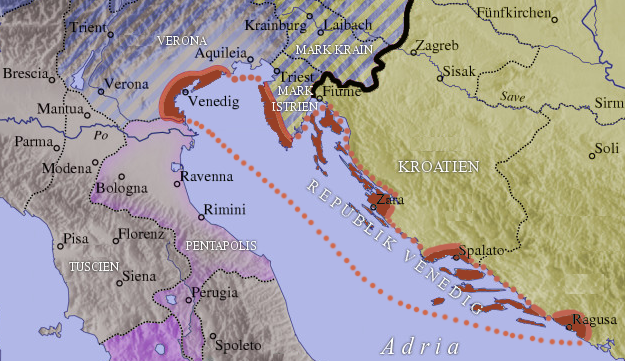
مسيرة إستريا (مارك إستريان) للإمبراطورية الرومانية المقدسة حوالي عام 1000 بعد الميلاد، إلى جانب مسيرات فيرونا وكارنيولا (كراين)، وكرواتيا وجمهورية البندقية

تخم استريا أو مرغريفية استريا (الألمانية: Markgrafschaft Istrien) كانت مقاطعة حدودية تاريخية تتركز في شبه جزيرة إستريا. تأسست بعد الغزو الكارولنجي في نهاية القرن الثامن، واستمرت في الوجود في نطاقات إقليمية وأشكال إدارية مختلفة داخل الإمبراطورية الرومانية المقدسة، وبالتالي أصبحت جزءًا من مملكة إيليريا النمساوية، والساحل النمساوي. وبمرور الوقت فقدت مناطقها الغربية (الساحلية)، التي أصبحت جزءًا من إستريا الفينيسية، في حين تقلصت مقاطعة الحدود الإسترية إلى الأجزاء الوسطى والشرقية من شبه جزيرة إستريا. تم إعادة دمج هذه المناطق بعد عام 1797، وتم إلغاء المقاطعة الموحدة أخيرًا في عام 1918. 

## تاريخ

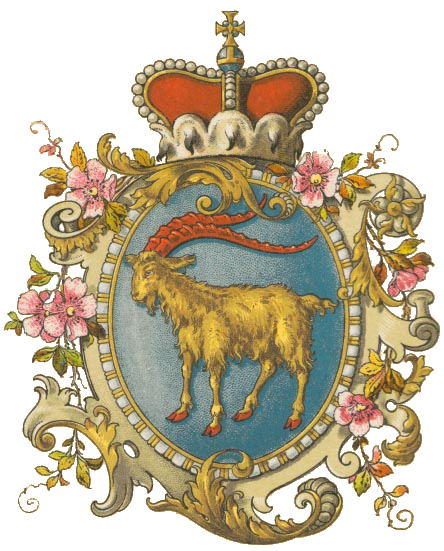
شعار النبالة لمقاطعة إستريا

تم غزو منطقة استيطان قبائل هيستري القديمة من قبل الإمبراطورية الرومانية في عام 178 قبل الميلاد وتم دمجها في منطقة فينيسيا وهيستريا الشمالية الشرقية تحت حكم الإمبراطور أوغسطس. مع تراجع الإمبراطورية الرومانية وعصر الهجرات، قام اللومبارديون بقيادة الملك ألبوين منذ عام 568 فصاعدًا بغزو البندقية، حيث أسسوا دوقية فريولي، وهي جزء من مملكة لومبارديا. ظلت شبه جزيرة إستريا تحت النفوذ البيزنطي (الروماني الشرقي)، في حين استوطنت القبائل السلافية الجنوبية (الكروات والسلوفينيون) في الشرق والشمال.
هاجم أيستولف، ملك اللومبارديين منذ عام 749، الأراضي البيزنطية المتبقية في إيطاليا، بل وهدد حتى البابوية البيزنطية في روما. وبما أن البابا زكريا لم يتوقع أي مساعدة من القسطنطينية، فقد شكل تحالفًا مع بيبان القصير، عمدة قصر مملكة الفرنجة القوي شمال جبال الألب، والذي شرعه كملك للفرنجة. في عام 755، غزا بيبان إيطاليا وأجبر أيستولف على الخضوع للسيادة الفرنجية. وفي عام 773/774 تمكن شارلمان ابن بيبان أخيرًا من دمج المملكة الإيطالية في الإمبراطورية الكارولنجية.

### ثغر كارولينجيان
قام شارلمان في البداية بضم شبه جزيرة إستريا إلى دوقية فريولي اللومباردية، وهي جزء من مملكة كارولينجيا في إيطاليا تحت حكم ابنه بيبين. على الرغم من كونها دوقية رسميًا، كانت فريولي في الواقع مقاطعة ذات كرامة دوقية اسمية فقط، وحكمها منذ عام 776 معينون من الفرنجة.
نشأت مارغريفية إستريا لأول مرة بعد وفاة دوق إريك من فريولي في حصار ترسات عام 799 على الحدود الفرنجية مع كرواتيا الساحلية. تم منح إستريا إلى الكونت الفرنجي هونفريد، الذي حمل أيضًا لقب دوكس فورويولانوس. امتدت المقاطعة الكارولنجية الأصلية من جبال الألب الجوليانية وهضبة الكارست إلى خليج كفارنر. كانت واحدة من ثلاث ثغور، إلى جانب فريولي وكارانتانيا، لحماية إيطاليا من الآفار والسلاف والمجريين على التوالي. في العقد الأول من القرن التاسع، كانت إستريا تحت حكم دوق جون، ظاهريًا وفقًا لعاداتها البيزنطية القديمة، ولكن في الواقع باعتبارها تابعة للفرنجة. وكانت المنطقة تضم آنذاك تسع مدن، أبرزها مدينة ترييستي.
بعد أن قام الملك بيبين بعدة محاولات للاستيلاء على البندقية على ساحل البحر الأدرياتيكي، اعترف والده الإمبراطور شارلمان أخيرًا بموجب معاهدة إيكس لا شابيل عام 812 بالسيطرة البيزنطية الرسمية على المدينة إلى جانب إستريا، على الأقل ساحلها الغربي. وبعد ذلك، يقع الأمر في طي النسيان، ولكن ربما لم ينجح البيزنطيون قط في إعادة تأسيس حكومتهم في الأراضي التي استعادوها، إذا تم تسليمها بالفعل. ومن المرجح أن الأجزاء المتبقية من إستريا دمجت في نهاية المطاف مرة أخرى في دوقية فريولي الكارولنجية.
عندما خُلع آخر دوق فريولي بالدريك، قام الإمبراطور لويس الورع في الرايخستاغ عام 829 في مدينة فورمس بتقسيم دوقيته الشاسعة إلى أربعة أقاليم. كانت إستريا مع مقاطعة فريولي تحكم من أكويليا من قبل مارغريف إيبرهارد وأحفاده من عائلة أونروتشينج. أصبحت جزءًا من فرنسا الوسطى بعد معاهدة فيردان عام 843، وتم تخصيصها لمملكة الإمبراطور لويس الثاني الإيطالية في عام 855. حتى أن مارغريف أونروتشينج بيرينجار من فريولي نجح في خلافة تشارلز البدين كملك لإيطاليا في عام 888.

### المقاطعة الإمبراطورية
بعد أن قاد الملك الألماني أوتو الأول حملة في شمال إيطاليا تحت قيادة حفيد بيرينجار الملك بيرينجار الثاني، قام في عام 952 بدمج فريولي في منطقة فيرونا الشاسعة، والتي منحها لأخيه الدوق هنري الأول من بافاريا، الذي كان يسيطر بالفعل على منطقتي كارينثيا وكارنيولان المجاورتين. بعد خلع ابن هنري وخليفته الدوق هنري رانجلر في عام 976، فصل الإمبراطور أوتو الثاني كارينثيا عن بافاريا كدوقية بحد ذاتها، يحكمها الدوق هنري الأصغر الذي حصل أيضًا على السيادة على ثغر بافاريا الجنوبية الشرقية، بما في ذلك فيرونا وإستريا وكارنيولا وستيريا.
ظهرت كونتات إستريا في أواخر القرن العاشر، ولكن إستريا مع مقاطعة كارنيولا انفصلتا عن دوقية كارينثيا في عام 1040، عندما مُنحتا كلاهما إلى الكونت بوبو من فايمار التورينجي، الوريث بالزواج من آخر مارغريف فريولي معروف ويرياند (فيريجاند (فريول)). استولى مارغريف كارنيولان تدريجيًا على الأراضي الشمالية الشرقية لشبه الجزيرة، بينما احتلت جمهورية البندقية الساحل الغربي والجنوبي تدريجيًا. قام الملك الألماني هنري الرابع بتعيين المقاطعة المتبقية اسميًا لبطريركية أكويليا، ومع ذلك احتفظ كارنيولا باللقب المارغرافي والأراضي الإسترية. في عام 1173، منح الإمبراطور هوهنشتاوفن فريدريك بارباروسا ملكية لبيت أنديكس النبيل البافاري، الذي ضم إستريا إلى دوقية ميرانيا. استعادت أكويليا إستريا في عام 1209، عندما تم حظر مارغريفات أنديكس بسبب تورطهم المزعوم في اغتيال الملك الألماني، ابن فريدريك بربروسا، فيليب شوابيا.
بحلول منتصف القرن العشرين، كانت معظم سواحل إستريا قد غزتها البندقية. كان البطاركة قد توقفوا عن تعيين المارغريفات، وأعطوا الجزء الداخلي المتبقي من شبه الجزيرة للسيطرة المباشرة لمسؤولي فوجت، كونتات جورز. تم الاستيلاء على أراضي جورز أخيرًا من قبل أرشيدوقات هابسبورغ النمساويين في عام 1374، الذين كانوا يحملون مقاطعة كارنيولان منذ عام 1335. وفي عام 1382 تمكنوا أيضًا من السيطرة على مدينة ترييستي.

### مارغريفية هابسبورغ

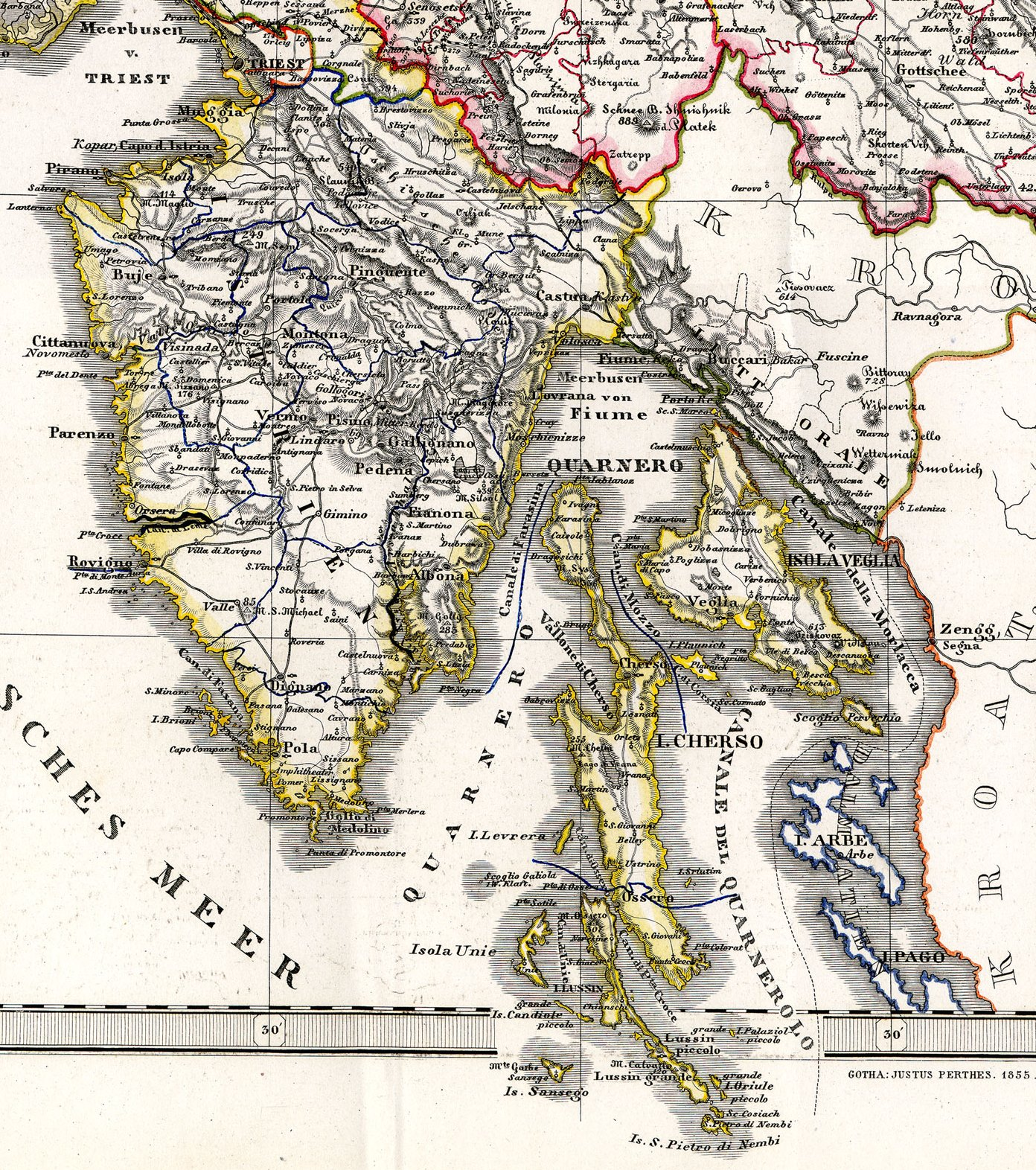
مارغريفية إستريا خلال أواخر العصر النمساوي، من عام 1849 إلى عام 1918

بعد أن تم غزو الأراضي العلمانية لبطريركية أكويليا بالكامل من قبل البندقية في عام 1420، أصبحت معظم إستريا تابعة لسيرينيسيما. لم يكن لدى آل هابسبورغ النمساويين سوى مساحة صغيرة من الأراضي في المناطق الداخلية من شبه الجزيرة حول بازين (ميتربورغ)، والتي كانوا يديرونها من دوقية كارنيولان. ومع ذلك أضاف حكام هابسبورغ لقب "مارغريف إستريا" إلى ألقابهم الأخرى، واستمر هذا اللقب حتى تفكك الملكية النمساوية المجرية في عام 1918.
سقطت إستريا الفينيسية في يد ملكية هابسبورغ (الإمبراطورية النمساوية بعد عام 1804) وفقًا لمعاهدة كامبو فورميو عام 1797، ولكن استولى عليها نابليون لاحقًا في معاهدة بريسبورغ عام 1805، لتشكل جزءًا من مملكة إيطاليا. ثم دمجت في الإمبراطورية الفرنسية كجزء من المقاطعات الإيليرية في عام 1809. في عام 1815، بعد هزيمة نابليون، عادت المنطقة إلى النمسا كجزء من مملكة إيليريا بموجب مؤتمر فيينا عام 1815.
بعد تقسيم مملكة إيليريا في عام 1849، أصبحت مارغريت إستريا قسمًا فرعيًا من أراضي التاج الساحلية النمساوية. حصلت على قدر كبير من الحكم الذاتي باعتبارها أرضًا تابعة للتاج في حد ذاتها مع إنشاء مجلس إستريا في بارينزو بموجب الأمر الصادر في فبراير عام 1861.

## المرغريفات

### مقاطعة إستريا الكارولنجية
- هونفريد (حوالي 799)، دوق فريولي أيضًا
- جون (حوالي 804)، دوق

### أعادة تأسيس المرغريفية (تحت سيطرة كونتاتفايمار)
- بوبو الأول (1012-1044)، وهو أيضًا مارغريف كارنيولا من عام 1040
- أولريك الأول (1060-1070)، ابن مارغريف بوبو الأول، مارغريف كارنيولا أيضًا
- هنري الأول (1077–1090)

### بيت سبونهايم
- إنجلبرت الأول (1090-1093)
- بورشارد (1093–1096)

### كونتاتفايمار-أورلامونده
- بوبو الثاني (1096-1098)، ابن أولريك الأول، مارغريف كارنيولا منذ عام 1070
- أولريك الثاني (1098-1107)، الأخ، وهو أيضًا مارغريف كارنيولا

### بيت سبونهايم
- إنجلبرت الثاني (1107-1124)، ابن إنجلبرت الأول، وهو أيضًا مارغريف كارنيولا، دوق كارينثيا من عام 1124
- إنجلبرت الثالث (1124–1173)، ابن، وهو أيضًا مارغريف كارنيولا

### بيت أنديكس
- بيرثولد الأول (1173-1188)، وهو أيضًا مارغريف كارنيولا
- برتولد الثاني (1188–1204)، الابن، وهو أيضًا مارغريف كارنيولا، دوق ميرانيا (مثل برتولد الرابع) منذ 1183
- هنري الثاني (1204-1228)، الابن، وهو أيضًا مارغريف كارنيولا
- أوتو الأول (1228-1234)، الأخ، وهو أيضًا مارغريف كارنيولا، ودوق ميرانيا منذ عام 1204، وكونت بالاتين في بورغوندي منذ عام 1211 (باسم أوتو الثاني)
- أوتو الثاني (1234–1248)، وهو أيضًا مارغريف كارنيولا، ودوق ميرانيا، وكونت بالاتين من بورغوندي (باسم أوتو الثالث)

وقد احتفظ ملك هابسبورغ بهذا اللقب بعد ذلك، وأُدرج لقب "مارغريف إستريا" ضمن اللقب الكبير لإمبراطور النمسا.